# Beverley
Beverley – miasto i civil parish w północno-wschodniej Anglii (Wielka Brytania), w hrabstwie ceremonialnym East Riding of Yorkshire, ośrodek administracyjny dystryktu (unitary authority) East Riding of Yorkshire, położone na zachodnim brzegu rzeki Hull. W 2011 roku civil parish liczyła 18 624 mieszkańców. Beverley zostało wspomniane w Domesday Book (1086) jako Beureli.

## Urodzeni w Beverley
- Katie O’Brien – brytyjska tenisistka
- Elizabeth Simmonds – brytyjska pływaczka

## Miasta partnerskie
- Beverly
- Lemgo
- Nogent-sur-Oise